# آنيبيل إسكلانتي
أنِيبال إسكالانتي ديلوندي (مقاطعة أوريينتي، 1909 – هافانا، كوبا، 11 أغسطس 1977) كان منظّمًا سياسيًا وشيوعيًا كوبيًا. يُعتبر من أوائل قادة الحزب الاشتراكي الشعبي (PSP) في كوبا، وشغل لفترة وجيزة منصبًا وطنيًا بعد انتصار الثورة الكوبية. إلا أنه تعرض لاحقًا للتطهير بسبب تمسكه الصارم بالأيديولوجيا الماركسية "الخط القديم". فيما بعد، وُضع في السجن بتهم تتعلق بالتآمر مع الاتحاد السوفيتي للإعداد للإطاحة بحكومة فيدل كاسترو.

## السنوات الأولى

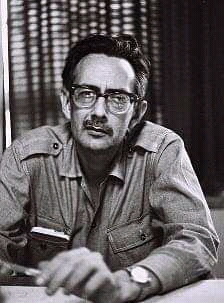
ثيسار إسكلانتي، أخ آنيبال إسكلانتي

وُلد أنيبال إسكالانتي في عام 1909، وهو ابن لمحارب قديم في حرب الاستقلال الكوبية الذي قاتل تحت قيادة كاليكستو غارسيا، حيث كان والداه أنيبال إسكالانتي بيتون وبرجا ديلوندي.
بالتعاون مع بلاس روكا وآخرين، كان إسكالانتي من أوائل المؤثرين في تأسيس الحزب الاشتراكي الشعبي.
ومنذ عام 1938، مع تقنين الحزب الاشتراكي الشعبي من قبل حكومة فولخينسيو باتيستا في كوبا، شغل إسكالانتي منصب مدير صحيفة "هوي" (Hoy)، وهي الصحيفة الرسمية للحزب.

## الصعود والسقوط

### فترة ما بعد الثورة
في الفترة التي تلت مباشرة نجاح الثورة الكوبية في عام 1959، شغل أنيبال إسكالانتي دورًا بارزًا في الحزب الاشتراكي الشعبي. لكن أصوله الماركسية الأرثوذكسية وتاريخه من التعاون مع حكومة فولخينسيو باتيستا المخلوع، أكسبته سمعة متشككة لدى الجمهور. وبسبب هذا، تهميش هو والحزب إلى حد كبير في المشهد السياسي الوطني، إذ تراجعوا إلى المرتبة الثانية أمام فيدل كاسترو وحركة 26 يوليو التي قادها الأخير.

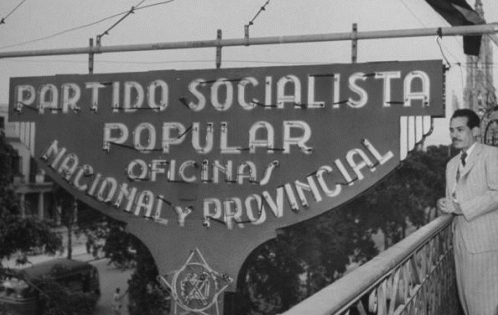
بلاس روكا في مقر الحزب الشعبي الاشتراكي في هافانا، عام 1945

بعد غزو خليج الخنازير في أبريل 1961، طلبت كوبا الدعم العسكري من الاتحاد السوفيتي. وبالمقابل، تم دمج الحزب الاشتراكي الشعبي مع حركة 26 يوليو والإدارة الثورية 13 مارس في المنظمات الثورية المتحدة (ORI)، التي كانت السلف للحزب الشيوعي الكوبي. وبدعم من موسكو، عُين إسكالانتي أمينًا عامًا لهذه المنظمة.
وفقًا لجوانيتا كاسترو، يشير البعض إلى هذه الفترة بـ"العهد الأنibalati" (Anibalato)، حيث أوضحت جوانيتا كاسترو أن خلال تلك الفترة:
"ظهرت صورته في الصحف أكثر من صور فيدل كاسترو، كما أن عددًا أكبر من أتباع إسكالانتي وصلوا إلى مناصب السلطة."
هذا يعكس النفوذ الكبير الذي تمتع به إسكالانتي في تلك المرحلة على الرغم من الظلال السياسية التي كانت تحيط به.

### العزل من المنصب
إقالة أنيبال إسكالانتي من منصبه في 22 مارس 1962، أٌقيل أنيبال إسكالانتي من منصبه كأمين عام لـالمنظمات الثورية المتحدة (ORI)، بناءً على توصية مباشرة من فيدل كاسترو، وبتأييد من قيادة الثورة الكوبية. وقد اعتُبرت هذه الإقالة واحدة من أولى وأهم عمليات التطهير السياسي بعد الثورة.
الأسباب الرسمية للإقالة:

وُجهت لإسكالانتي اتهامات جوهرية تم تلخيصها في خطاب ألقاه فيدل كاسترو بتاريخ 26 مارس 1962، حيث وصفه بأنه:
"روّج لأقصى درجات الروح الفئوية، وسعى إلى بناء تنظيم يتحكم فيه شخصيًا... لقد أعماه الطموح الشخصي."
كما أشار كاسترو إلى أن إسكالانتي عمد إلى عزل القواعد الثورية الحقيقية لصالح بيروقراطية حزبية ضيقة، ما أدى إلى انفصال الحزب عن الشعب، وهو أمر كان يُنظر إليه باعتباره خطرًا على مشروع الثورة الكوبية.

#### شهادات أخرى:
في مقابلة صحفية عام 1966 مع مجلة مصرية، صرّح تشي جيفارا بأن إسكالانتي:
"استخدم منصبه لتوزيع المناصب الحزبية على أصدقائه وزملائه، الذين تمتعوا بامتيازات عدة، مثل سكرتيرات جميلات، وسيارات كاديلاك، وتكييف هواء."

أما بلاس روكا، أحد مؤسسي الحزب الاشتراكي الشعبي، فقدّم رواية أكثر تفصيلًا عن عملية العزل، ووردت في برقية أرسلتها السفارة البولندية في هافانا إلى وزارة الخارجية في وارسو. تضمنت هذه الرواية ما يلي:

- استخدم إسكالانتي أساليب إدارية قمعية وتعسفية.

- سعى إلى الاستئثار بالسلطة داخل الحزب وأجهزة الدولة من خلال التحايل والتآمر.

- سيطر فعليًا على عدة وزارات، منها وزارة الداخلية.

- حاول بسط نفوذه على الكوادر العسكرية، ما شكّل تهديدًا مباشرًا للقيادة الثورية.

#### الدلالة السياسية:
إقالة إسكالانتي لم تكن مجرد إجراء تنظيمي، بل كانت بمثابة إعادة ضبط شاملة للاتجاه الأيديولوجي والسياسي للثورة الكوبية. فقد أراد كاسترو من خلالها أن يقطع مع "الشيوعية البيروقراطية" التي مثلها إسكالانتي، ويؤكد أن مشروعه الثوري لا يتبع بالضرورة الخط الأرثوذكسي الماركسي السوفيتي، بل له طابع وطني-جماهيري خاص.
وبذلك، تحوّل أنيبال إسكالانتي من رمز للنفوذ الحزبي إلى نموذج للتحذير من التحزّب المغلق والانفصال عن الجماهير.

### أهمية إقالة أنيبال إسكالانتي
كانت إقالة أنيبال إسكالانتي في مارس 1962 نقطة تحول حاسمة في السياسة الكوبية، ولها تأثيرات طويلة المدى على العلاقة بين كوبا والاتحاد السوفيتي، بالإضافة إلى الديناميكيات الداخلية للثورة.

#### 1. تخفيف "الجو الستاليني"
إقالة إسكالانتي أسهمت في تقليص نفوذ الخط الستاليني الذي كان قد بدأ يترسخ في كوبا خلال الأشهر التي سبقت الإقالة. كان إسكالانتي يمثل الجانب الأرثوذكسي والمتحفظ من الماركسية، وكانت سياساته تتسم بالتنظيمات الحزبية المغلقة والسيطرة البيروقراطية التي كانت تتناقض مع روح الثورة الكوبية التي حاولت إبقاء الأمور مفتوحة وجماهيرية.
كان إسكالانتي قد ارتبط بشكل وثيق بكتلة الأحزاب الشيوعية القديمة وبالنفوذ السوفيتي، ما كان يراه كاسترو تهديدًا لإعادة تشكيل الثورة الكوبية بطريقة تتماشى مع المصالح الوطنية والاستقلالية. لذا كانت إقالته بمثابة خطوة نحو إعادة تشكيل القيادة على أسس أكثر مرونة وأقل تقييدًا من التحركات الستالينية.

#### 2. العلاقة مع الاتحاد السوفيتي:
كانت الإقالة بمثابة رسالة إلى الاتحاد السوفيتي حول الاستقلالية الكوبية تجاه خط موسكو الرسمي. مع أن كوبا كانت تعتمد بشدة على الدعم السوفيتي، فقد كانت القيادة الكوبية تحت فيدل كاسترو حريصة على ضمان احتفاظها بحرية العمل السياسي دون التدخل السوفيتي المباشر.
في هذا السياق، أشار المؤرخ تيموثي نافتالي إلى أن إقالة إسكالانتي كانت عاملًا محفزًا وراء قرار الاتحاد السوفيتي وضع صواريخ نووية في كوبا عام 1962. حيث كان المسؤولون السوفييت في ذلك الوقت قلقين من أن تكون الانقسامية بين كاسترو وإسكالانتي مؤشرًا على احتمال تحوّل كوبا نحو النموذج الصيني (الذي كان في تلك الفترة يمثل خطًا ماركسيًا مستقلاً عن موسكو). وكان السوفييت حريصين على تعزيز العلاقة مع كوبا، في ظل تصاعد التوترات العالمية مع الولايات المتحدة، وكان أحد الطرق لذلك هو تمديد الوجود العسكري السوفيتي في الجزيرة عبر صواريخ نووية.

#### 3. تأثير على السياسة الكوبية:
إقالة إسكالانتي كانت بداية لتصفية حسابات داخلية بين مختلف القوى الثورية في كوبا. في حين كان بعض الموالين له يعتقدون أنه كان يدافع عن المبادئ الاشتراكية الصافية، فإن الإقالة عكست رغبة كاسترو في تفادي تحول كوبا إلى دولة ذات طابع بوليسي وشيوعي مغلق، وهو ما كان يخشى أن يؤدي إلى انعزال داخلي وخارجي.
كانت هذه الإقالة أيضًا بمثابة تحول في القيادة الثورية نحو دور أكبر للشباب و الكوادر الثورية الجديدة التي كانت قد برزت في حركة 26 يوليو، مما يعني إبعاد الماركسية التقليدية لصالح ماركسية أكثر مرونة وواقعية تتماشى مع الثورة الكوبية وحاجاتها المتطورة.
في الخلاصة:
أدى التحرك السياسي ضد إسكالانتي إلى تصحيح داخلي داخل الثورة الكوبية، ومهد الطريق لبناء علاقة أكثر توازنًا بين كوبا والاتحاد السوفيتي، وفي نفس الوقت، حافظت كوبا على استقلالها السياسي ضمن الكتلة الاشتراكية، مما ساعد في تقوية مكانتها على الساحة الدولية وسط التحديات المتزايدة.

### مؤامرة التفكك الجزئي
بعد إقالته، قضى إسكالانتي عامين في تشيكوسلوفاكيا. وعاد ليواصل نشاطه كعضو في الحزب الشيوعي الكوبي، إلا أنه في عام 1967 اٌتهم بالانتماء إلى فصيل من الأعضاء السابقين في الحزب الاشتراكي الشعبي الذين كانوا يقيمون علاقات مباشرة مع حكومات أوروبا الشرقية خارج القنوات الرسمية. شملت الاتهامات مسؤولين من السفارة السوفيتية في هافانا الذين، بحسب ما صرح به راؤول كاسترو، كانوا يتآمرون مع إسكالانتي للإطاحة بالحكومة الكوبية. تم اتهام إسكالانتي وأعوانه بأنهم كانوا يقومون بأنشطة مناهضة للثورة، وفي فبراير 1968 وأٌدين وحكم عليه بـ 15 عامًا من السجن، إلا أنه أٌطلق سراحه في عام 1971. وكان تطهير "الميكرو-فصيل" المؤيد للسوفييت بقيادة إسكالانتي داخل الحزب قد تزامن مع إدانة شديدة للاتحاد السوفيتي من قبل فيدل كاسترو في منظمة التضامن الأمريكية اللاتينية. أفاد تقرير صادر في عام 1983 عن اللجنة الأمريكية لحقوق الإنسان بأن سجن إسكالانتي كان بمثابة نهاية التعددية السياسية داخل الحزب الشيوعي لكوبي، مؤكدًا أن:
"منذ الهزيمة وسجن ما يسمى بـ 'الميكرو-فصيل' داخل النظام الكوبي في الحزب الشيوعي، بقيادة أنيبال إسكالانتي، لم تكن هناك معارضة فعالة للسلطة السياسية في كوبا".

## الحياة الشخصية
توفي إسكالانتي عن عمر يناهز 67 عامًا بعد إصابته بمرض خطير في 11 أغسطس 1977 في هافانا. كان قد عمل موظفًا في مزرعة زراعية في بلدة نيوفا باز في محافظة مايابيكي الحالية في كوبا.
ابن شقيق إسكالانتي، بيدرو أنيبال ريرا إسكالانتي، عمل قنصلًا في سفارة كوبا في مكسيكو سيتي من عام 1986 حتى 1991. في عام 2000، غادر رييرا كوبا بشكل سري وعاد إلى المكسيك حيث طلب اللجوء السياسي. لكن طلبه رٌفض من قبل الحكومة المكسيكية ورٌحل إلى كوبا. وفقًا لرييرا، كانت مهمته القنصلية في المكسيك غطاء رسميًا، وكان في الحقيقة ضابطًا استخباراتيًا كوبيًا.